# Кло (Marvel Comics)
Кло (англ. Klaw, справжнє ім'я Улісс Кло (англ. Ulysses Klaw)) — суперлиходій видавництва Marvel Comics. Кло є фізиком, який огорнув усе своє тіло в суцільний метал. Він носить прилад, що перетворює сигнали в матерію, замість втраченої руки. Найчастіше показаний як ворог Фантастичної четвірки і Месників, а також особистий ворог Чорної пантери.

## Історія публікацій
Персонаж вперше з'явився в коміксі Fantastic Four #53 (Серпень 1966) та був створений сценаристом Стеном Лі і художником Джеком Кірбі.

## Біографія
Будучи вченим, Улісс Кло працював над приладом, здатним перетворювати звуки в фізичні об'єкти. Для продовження досліджень йому потрібен був вібраніум, славнозвісний метал з Ваканди. Кло вступає у конфлікт із правителем Ваканди, Т’Чакой, котрого Кло убиває. Молодий син правителя, Т’Чалла, ставши володарем Ваканди переслідує та нападає на Кло, щоб відомстити за смерть батька. В одні із сутичок з Чорною пантерою Кло втрачає свою праву руку.
Кло втік і замінив втрачену руку приладом, що здатен перетворювати звукові сигнали в матерію. Пізніше Кло перетворив на живий звук все своє тіло. Кло як професійний злочинець бився проти Т'Чалли, що став новою Чорною пантерою. Супергерой об'єднався з Фантастичною четвіркою в одну команду, в результаті чого Кло був переможений.
Кло був посаджаний у в'язницю, але звільнений Альтроном. Приєднавшись до другого втілення команди Повелителів Зла, Кло та інші лиходії билися проти Месників. Месники, однак, перемогли їх за допомогою Чорної пантери. Кло намагався реформувати другу команду Повелителів Зла, щоб битися з Месниками, але його плани були зірвані усією жіночою командою Леді Визволительки.
Він зумів втекти й влаштувався в сусідній з Вакандою країні Рудьяарде, де допоміг викрасти пристрій, поліпшує властивості вібраніума. Кло зазнав поразки від рук Істоти, Людини-смолоскипа і Чорної пантери.
В тюрмі Кло об'єднуються з Соларром, шоб відомстити Месникам. Кло вдалося упіймати Месників до звукової пастки. Отримавши заручників він почав вимагати відректися Чорну пантеру трону Ваканди, дипломатичного захисту. Але з усім тим Пантера встиг знешкодити Кло та його спільників до того, як він розпочав вбивати заручників .
Через деякий час до Кло звернувся представник раси шінаріанців, який потребував його звукових здібностей, щоб відкрити досить великий портал на Землю для вторгнення їх армади. Кло погодився і, після зіткнення з Ка-Заром в Лондоні, вирушив разом з шінаріанцями на Дику Землю, де був досить великий склад вібраніума для створення порталу. Коли Ка-Зару вдалося відбити напад, Кло втік до виміру шінаріанців, але, не знайшовши там нічого істотного, повернувся на Землю.
Пройшовши крізь Нексус, Кло опинився у Флориді, де викрав жезл Молекулярної людини. Разом зі своїм новим союзником він відправився в Нью-Йорк, щоб помститися їх загальним противникам, — членам Фантастичної четвірки. Він був зупинений Неможливою людиною.
Коли Кло виявив, що його сили вичерпуються, він склав план свого відновлення. Дозволивши дрібній банді Громовержців атакувати себе в центральному парку, він впав в кому, після чого Чорна Пантера повинен був доставити його в Ваканду. Завдяки Чорній пантері, Кло зумів відновити свої сили, однак, як тільки він спробував знищити Месників і Чорну пантеру з допомогою потужного заряду, останній звернув його атаку проти нього самого. Від Кло залишився лише звуковий кіготь, який здали в Проєкт ПЕГАС. У Marvel Two-in-One #57-58 (листопад — грудень 1979 року) Кло вдалося повернутися завдяки Соларру, проте обидва були зупинені групою героїв, до якої також увійшли: Істота, Квазар, Велетень і Водолій.
Потім Кло бився з Істотою, Ка-Заром і Американським орлом.
Кло зв'язався зі Сліпучою і сказав не довіряти Проєкту ПЕГАС. Коли Сліпуча проходила повз його камери, Улісс зумів вселити їй, що її катують і та, відбиваючись від охоронців, звільнила його. Їй вдалося перетворити живий звук, світло, тим самим поглинувши Кло. Під час обмеженої серії Secret Wars його енергію виявив Доктор Дум. Думу вдалося відновити тіло Кло, однак втрата його фізичної форми серйозно позначилася на ньому: він зійшов з розуму і постійно повторював почуте, підбираючи рими до слів. Після цього Дум почав різати Кло на частини, щоб підібрати частоту до корабля Галактуса. Коли від Улісса залишилася лише голова, Дум зумів підібратися до Галактуса і забрати його силу. Однак, коли сутність Потойбічного була перенесена в його тіло, Кло переконав Дума дати йому частину отриманих сил і вступив у бій з усіма Месниками. Вони зазнали поразки від Капітана Америки. Потойбічний повернув усіх на Землю, і розум Кло почав повільно відновлюватися.
Кло боровся проти Шибайголови і Віжена, перш ніж приєднатися до Страхітливої четвірки Чарівника. Команда напала на Фантастичну четвірку, коли супергерої намагалися знайти причину загострення здібностей Людини-смолоскипа. Кло відкинув Істота в машину космічного випромінювання, яка перетворила Бена Грімма назад в людину. Згодом обидві команди були захоплені Спостерігачем-Ренегатом Ароном, який повернув Кло та його товаришів у в'язницю, коли як Фантастичної четвірки вдалося врятуватися.

## Сили й здібності
Кло володіє надлюдською силою і довговічністю. Протез, який у нього замість правого зап'ястя, є звуковою зброєю, здатною перетворювати навколишній звук, що дає можливість виконувати багато функцій, зокрема проєктувати великий обсяг звукових хвиль, а також створювати силові вибухи. Звуковий конвектор був розроблений Кло і пізніше поліпшений вченими АІМ і технічним персоналом. Кло може також відчувати навколишнє середовище, використовуючи гідролокатор. Коли він боровся з Волканою, намагаючись викрасти Молекулярну людину, він продемонстрував здатність створити «зв'язливий звук». Це була маніфестація звуку, яка поглинала навколишній шум, щоб збільшити свій розмір і силу та затримувати або розчавлювати ворогів.
Тіло Кло являє собою стабільну енергію, що володіє масою і розумом. Це позбавляє Улісса людських потреб. У разі розчленування Кло він не буде відчувати болю. Відокремлені частини тіла потім зростаються. Він стійкий до телепатії й може рости, поглинаючи навколишній звук і зливатися з іншими видами матерії. Кло здатен переміщуватися, перетворюючи своє тіло і збираючи його заново.

## Згадки не в коміксах

### Телебачення
- Кло з'являється в мультсеріалі «Фантастична четвірка» 1967 року.
- Кло з'являється в якості камео у мультсеріалі «Людина Павук та його дивовижні друзі».

### Кіно
- Улісс Кло з'являється у фільмі «Месники: Ера Альтрона» 2015 року, де його роль виконав Енді Серкіс. У фільмі він постає як торговець зброєю, без особливих здібностей. Улісс Кло був знайомий з Тоні Старком до подій фільму «Залізна людина». Йому вдалося вкрасти велику кількість вібраніуму з Ваканди. Альтрон купує у нього вібраніум для власних інтересів, однак, коли Кло вказує на схожість між ним і Старком, той у люті відрубує йому ліве передпліччя. Під час бою Месників з Альтроном, Червоною відьмою і Ртутю, поранений і розлючений Кло наказує своїм людям вбити всіх до одного.
- Серкіс повторив роль Кло у фільмі «Чорна Пантера» 2018 року[15]. За сюжетом, він загинув від руки Киллмонгера.